# یارونگ
یارونگ (به لاتین: Yarong) یک منطقهٔ مسکونی در جمهوری خلق چین است که در منطقه خودمختار تبت واقع شده‌است. یارونگ
- نفر جمعیت دارد.